# Julián Gil
Julián Elías Gil Beltrán (Buenos Aires, 13 de junio de 1970) es un empresario, modelo y actor argentino.

## Biografía
Nació en Argentina pero creció en Puerto Rico y vivió un tiempo en Venezuela. Es el único varón de tres hermanos.

### Vida personal
Con 15 años de edad se convirtió en padre de su hija Nicolle Alejandra con Brenda Torres con la cual contrajo matrimonio a pesar de ser menor de edad divorciándose dos años después. En 1995 tuvo a su hijo Julián Jr. con María Hilda Rivera. En enero de 2017 se convirtió en padre nuevamente con su tercer hijo Matías Gregorio procreado junto a la actriz y modelo Marjorie de Sousa con la cual sostiene una dura y mediática batalla legal por la custodia y manutención del hijo de ambos. El 29 de diciembre del año 2024 contrajo matrimonio con la periodista mexicana Valeria Marín después de varios años de relación.

### Carrera empresarial
Es dueño de la empresa La Marca Gil (empresa familiar), la subdivisión G/3 Beauty y es copropietario de la compañía  Carson Life.
También es fundador del evento 'Fiestas de la Calle Miami' y principal accionista de sus productos comerciales.

### Carrera artística
A principio de la década de los noventa incursionó en el modelaje. Para los años 90 comenzó a participar en la actuación, en teatro, cine y televisión en Puerto Rico. Se inició en el teatro con la obra Por el medio si no hay remedio en 1995 en Puerto Rico, después vinieron otras obras como: El crimen del Padre Amaro, Sexo, pudor y lágrimas y Nueve semanas y media junto a Luisa de Los Ríos, entre otras.
En 2004 consiguió el récord mundial Guiness al conducir el programa Apartamento 52 durante 32 horas consecutivas. En 2008 volvió a romper su anterior récord mundial Guiness al conducir durante 37 horas consecutivas el programa 100 x 35 de Mega tv. La Edición otoño/invierno 2014 de San Juan Moda dedicó el evento a Julián Gil por su trayectoria en el modelaje nombrando el desfile "Julián y sus amigos".
Ha participado en telenovelas como Mi conciencia y yo (Ecuador), Por todo lo alto (RCTV en Venezuela), Acorralada (Venevisión Internacional en Venezuela), Amor comprado (Estados Unidos) y Valeria (Miami). En cine ha destacado su actuación en los films Marina, Más allá del límite, La caja de sorpresas, Fuego en el alma y El milagro de Coromoto.
En el 2007 protagonizó la webnovela Mi Adorada Malena para la cadena Univision.
En 2009 protagonizó la telenovela peruana Los Barriga al lado de Claudia Berninzon. Ese mismo año, Carla Estrada le dio su primera oportunidad en México en la telenovela Sortilegio para Televisa. En 2010 participa en la telenovela española Valientes en donde encarnó a Leo Soto junto Marco de Paula y Michel Gurfi. Ese mismo año actúa en la obra de teatro Sortilegio, el show basada en la telenovela y obtiene el papel antagónico en la producción Eva Luna (Univision y Venevisión). Un año más tarde, regresa a México para antagonizar La que no podía amar, melodrama producido por José Alberto Castro y en donde comparte créditos con Ana Brenda Contreras y José Ron.
En 2014 participa en la película dominicana Lotoman 003, junto a Fernando Carrillo, Fausto Mata y Sergio Carlo. Ese mismo año antagoniza la telenovela Hasta el fin del mundo y en 2016 Sueños de amor, en ambas telenovelas comparte créditos con Marjorie de Sousa.
Desde 2015 es parte del programa República Deportiva de Univisión. En 2017 protagoniza las películas españolas Santiago Apóstol y Jesús de Nazaret dándole vida a dichos personajes bíblicos.
En 2018 participa con el antagónico de la telenovela Por amar sin ley. Este mismo año protagoniza el filme Locos de amor y el reality show Bachelorovsky en Rusia.
En 2021 participa en ¿Qué le pasa a mi familia? con el papel de Carlos Iturbide y comparte créditos con Mane de la Parra, Eva Cedeño.

## Filmografía

### Telenovelas
- Mi conciencia y yo (2002) .... Alfonso[18]
- Por todo lo alto (2006) (RCTV, Venezuela) .... Halcón[19]
- Acorralada (2006/07) .... Francisco Suárez "Pancholón"[20]
- Isla Paraíso (2007) .... Armando[21]
- Mi adorada Malena (2007) .... Mateo[22]
- Amor comprado (2007) .... Esteban Rondero[23]
- Valeria (2008) .... Daniel Ferrari
- Los Barriga (2009) .... Francesco Cezanne[24]
- Sortilegio (2009) .... Ulises Villaseñor[25]
- Valientes (2010) .... Leonardo Soto[26]
- Eva Luna (2010-2011) .... Leonardo Arismendi[27]
- La que no podía amar (2011-2012) .... Bruno Rey[28]
- ¿Quién eres tú? (2012-2013) .... Felipe Esquivel[29]
- Rosario (2012-2013) .... Actuación especial en el último capítulo
- Los secretos de Lucía (2013) .... Robert Neville[30]
- Hasta el fin del mundo (2014-2015) .... Patricio Iturbide[31]
- Sueño de amor (2016) .... Ernesto de la Colina[32]
- Por amar sin ley (2018-2019) .... Carlos Ibarra[33]
- Médicos, línea de vida (2020) .... Carlos Ibarra[34]
- Adentro (2020) .... Andres[35]
- De brutas, nada (2021) .... Gurú[36][37]
- ¿Qué le pasa a mi familia? (2021) .... Carlos Iturbide[38]
- La herencia (2022) .... Próspero Millán Rico[39]
- El maleficio (2023-2024) .... Gerardo Aster[40]

### Conducción
- Julián por la noche (2001) .... Animador y conductor[41]
- Apartamento 52 (2004) .... Animador y conductor[42]
- Decisiones (2006) .... Efraín (varios capítulos)
- Nuestra Belleza Latina (2007-2012) .... Jurado[43]
- 100 x 35 de Mega TV (2008) .... Conductor
- Gabriel, amor inmortal (2008) .... Dr. Bernardo Padrón[44]
- República Deportiva (2015-presente) .... Conductor[45]
- Reality show: Bachelorovsky (2018) ... El mismo[46]
- Siéntese quien pueda (2022) ... Conductor[47]
- La Isla: desafió extremo (2024) ... Él mismo[48]
- Secretos de pareja (2025) ... Él mismo[49]

### Cine
- Marina (2001) (Video) .... John[50]
- Más allá del límite (2002) .... Boxeador[51]
- La caja de problemas (2004) .... Jardinero[52]
- Fuego en el alma (2005) .... Millo[53]
- El milagro de la Virgen de Coromoto (2006) .... Jaime[54]
- Historias delirantes (2008)[55]
- Entre piernas (2010) .... Paco[56]
- Lotoman 003 (2014) .... 'El Boricua'[57]
- Misterio's: Llamas de sueños (2014) .... Leonardo Aguilar[58]
- Loki 7 (2016) .... Rodrigo[59]
- Santiago Apóstol (2017) .... Santiago Apóstol[60]
- Locos de amor 2 (2018) .... Gianprieto[61]
- Jesús de Nazareth (2019) .... Jesús de Nazaret[62]
- Amor en navidad: una navidad complicada (2024) .... Guillermo[63]

## Teatro
- Por el medio si no hay remedio (1999)
- Nueve semanas y media (2000)[64]
- Sexo, pudor y lágrimas (2000)[65]
- En pelotas (2001) .... Papito[66]
- Los gallos salvajes (2002) .... Luciano Miranda, hijo[67]
- Luminaria (2003) .... Franz[68]
- Tarzan - Salvemos la selva (2003) .... Tarzan[69]
- La princesa en el lago de los cisnes (2004)
- El crimen del Padre Amaro (2005) .... Padre Amaro Viera[70]
- Los hombres aman a las cabronas (2008) .... Jorge[71]
- Descarados (2007)[72]
- Sortilegio, el show .... Ulises Villaseñor[73]
- Aquel tiempo de Campeones (2013) .... Phil Romano[74]
- Divorciémonos mi amor (2015) .... Benigna "Benny"[75]

## Otros

### Modelaje
- Julián la agenda 1999 (1999)
- Julián el comienzo agenda (2000)
- Las dos mil y una noches (2001)
- Amigos de blanco (2002) (para la distrofia muscular)[76]
- Rompiendo hielo
- Julián Gil 2011 (calendario) (2011)[77]
- Intimo (calendario) (2012)[78]
- Edición otoño/invierno 2014 de San Juan Moda (2014)

### Videoclips
- La noche (2011) - Videoclip de Gloria Trevi[79]
- Ese es mi cariño (2013) - Videoclip de la cantante Norka[80]
- Tu Libertad (2015) - Videoclip de Wisin con Prince Royce[81]
- Tu Chiquilla (2018) - Videoclip de la cantante Anabella Queen[82]

## Premios y reconocimientos
- 2004: Fue reconocido por romper el récord mundial Guiness, animando un programa sobre la cadena 52 en Puerto Rico, durante 32 horas seguidas.[83]
- 2008: Fue reconocido por romper el récord mundial Guiness, animando un programa sobre Mega TV en Puerto Rico, durante 37 horas seguidas.[84]
- 2011: La revista People en Español lo nombró como uno de "Los 50 más bellos".[85]
- 2011: Plasma sus huellas en la «Plaza de las Estrellas» de la Ciudad de México.[86]
- 2014: La revista People en Español lo nombró como 'El villano más sexy del año'.[87]

### Califa de Oro
| Año  | Categoría                   | Telenovela | Resultado |
| ---- | --------------------------- | ---------- | --------- |
| 2009 | Mejor actor del año y debut | Sortilegio | Ganador.  |

### People en Español
| Año  | Categoría          | Telenovela           | Resultado |
| ---- | ------------------ | -------------------- | --------- |
| 2010 | Revelación del año | Sortilegio           | Ganador   |
| 2011 | Mejor villano      | Eva Luna             | Ganador   |
| 2012 | Mejor villano      | La que no podía amar | Nominado  |

### Premios TvyNovelas
| Año  | Categoría     | Telenovela             | Resultado |
| ---- | ------------- | ---------------------- | --------- |
| 2016 | Mejor villano | Hasta el fin del mundo | Nominado  |
| 2017 | Mejor villano | Sueño de amor          | Nominado  |